# Хегген, Томас
То́мас О́рло Хе́гген (англ. Thomas Orlo Heggen; 23 декабря 1918 года, Форт-Додж, Айова, США — 19 мая 1949 года, Нью-Йорк, США) — американский журналист, писатель, драматург. Известность получил, написав единственный роман «Мистер Робертс».

## Биография

### Детство и юность
Томас Орло Хегген родился 23 декабря 1918 года в небольшом городе Форт-Додж в штате Айова, США. Когда ему было пятнадцать лет, он с родителями переехал в Оклахому, а затем в Миннесоту. Под влиянием Хемингуэя и своего двоюродного брата Уоллеса Стегнера с детства мечтал стать известным писателем. Во время учёбы писал материалы для «Minnesota Daily» и «Ski-U-Mah».

### Служба в морском флоте
Окончив учёбу в Университете Миннесоты на факультете журналистики, Томас переехал в Нью-Йорк, где устроился редактором в «Ридерз Дайджест». После нападения на «Пёрл-Харбор» вступил в ВМС США. В августе 1942 года получил звание лейтенанта. За время войны служил на судах снабжения в Северной Атлантике, Карибском бассейне и Тихом океане. В последнем месте ходил на грузовых судах «USS Virgo (AKA-20)» и «USS Rotanin (AK-108)» в качестве офицера связи.
За 14 месяцев службы на «USS Virgo (AKA-20)» Хегген написал сборник коротких рассказов о повседневной жизни на корабле. Своё вымышленное альтер эго он закрепил в главном персонаже Дугласе (Даге) Робертсе.

### «Мистер Робертс»
Томас уволился из службы в декабре 1945 года и сразу же вернулся в Нью-Йорк. Здесь он недолго вновь работает в «Ридерз Дайджест». Постепенно перерабатывает свой сборник рассказов в слабо структурированный роман под названием (англ. The Iron-Bound Bucket), которое издатель изменяет на «Мистер Робертс». Книга вышла в свет в 1946 году. Несмотря на смешанные отзывы, за короткое время было продано свыше миллиона экземпляров. Вскоре бродвейский продюсер Леланд Хейворд приобрёл права на роман и нанял Хеггена и Джошуа Логана для его театральной адаптации. Премьера пьесы «Мистер Робертс» с Генри Фондой в главной роли состоялась в феврале 1948 года. За неё автор получил две премии «Тони».

### Смерть
После успеха романа «Мистер Робертс» и его сценической адаптации на сцене Бродвея, Томас находился под давлением издателей и театральной общественности: от него ждали новый бестселлер. Однако вдохновения не было. К Хеггену пришла бессонница, которую он пытался лечить лекарствами, отпускаемыми по рецептам врача, и алкоголем. 19 мая 1949 года Томас Хегген в возрасте 30 лет утонул в ванне, приняв снотворные.

### Личная жизнь
В 1942 году Томас Хегген женился на Кэрол Линн Гилмер. Их брак продлился четыре года.

## Награды и номинации
| Год  | Премия | Категория          | Номинант(ы)                 | Результат |
| ---- | ------ | ------------------ | --------------------------- | --------- |
| 1948 | «Тони» | Лучшая пьеса       | Томас Хегген и Джошуа Логан | Победа    |
| 1948 | «Тони» | Лучший автор пьесы | Томас Хегген и Джошуа Лога  | Победа    |